# Oldřich Vízner
Oldřich Vízner (* 6. Mai 1947 in Prag) ist ein tschechischer Schauspieler.

## Leben
Oldřich Vízner begann 1965 seine Schauspielkarriere. Dem deutschen Publikum wurde er 1969 erstmals durch seinen Auftritt in Der Leichenverbrenner bekannt. In den Fernsehreihen Die Märchenbraut und Die Rückkehr der Märchenbraut übernahm er die Rolle des Prinzen Willibald.
Er war bis 1988 mit der Schauspielerin Jana Šulcová verheiratet.

## Filmografie (Auswahl)
- 1969: Der Leichenverbrenner (Spalovac mrtvol)
- 1972: Mitternachtskolonne (Pulnocní kolona)
- 1976: Sommer mit einem Cowboy (Léto s kovbojem)
- 1977: Stumme Zeugen (Zlaté rybky)
- 1979–1981: Die Märchenbraut (Arabela)
- 1983: Die kleine Krankenschwester (Sestricky)
- 1989: Ein Königreich für ’ne Gitarre (Království za kytaru)
- 1990: Hexen aus der Vorstadt (Carodejky z predmestí)
- 1990–1993: Die Rückkehr der Märchenbraut (Arabela se vrací)
- 2001: Als Großvater Rita Hayworth liebte